# Pleostigma jungermannicola
Pleostigma jungermannicola är en svampart som först beskrevs av Caro Benigno Massalongo, och fick sitt nu gällande namn av Wilhelm Kirschstein 1939. Pleostigma jungermannicola ingår i släktet Pleostigma, ordningen Dothideales, klassen Dothideomycetes, divisionen sporsäcksvampar och riket svampar.   Inga underarter finns listade i Catalogue of Life.
I den svenska databasen Dyntaxa används istället namnet Teichospora jungermannicola för samma taxon.  Arten är reproducerande i Sverige.